# 深呼吸 (ドクター・フーのエピソード)
「深呼吸」（しんこきゅう、原題: "Deep Breath"）は、イギリスのSFドラマ『ドクター・フー』の第8シリーズ第1話。2014年8月23日に BBC One で初放送され、映画館でも上映された。番組製作総責任者のスティーヴン・モファットが脚本を、ベン・ウィートリーが監督を担当した。視聴者数は917万人で、批評家からは肯定的にレビューされた。
本作では、再生直後の異星人のタイムトラベラー12代目ドクター（演:ピーター・カパルディ）とコンパニオンのクララ・オズワルド（演:ジェナ・ルイーズ・コールマン）がヴィトリア朝で起きている一連の自然発火現象を調査する。クララが新たなドクターに不信感を募らせる中、彼らは事件にサイボーグが絡んでいることを突き止める。

## 連続性
マダム・ヴァストラの台詞 "Well, here we go again" は Planet of the Spiders（1974年）でドクターが3代目から4代目へ再生した際にレスブリッジ・スチュワート准将が述べた台詞を反映している。新たに再生したドクターは自身の顔をどこかで見たことがあると述べる。これは「ポンペイ最後の日」（2008年）で10代目ドクターが出会ったカエキリアスのことを指しており、同様にカパルディが演じていた。クララ宛の11代目ドクターからの電話は再生の直前に彼が惑星トレンザロアでかけたものであり、前話「ドクターの時」（2013年）の映像も流用されている。
物語の終わりに向け、ドクターは "Impossible Girl" と書かれた新聞広告を掲載した人物がいること、そしてその人物が「セントジョンの鐘」（2013年）でクララにターディスの電話番号を教えたことを推測する。結末でのチップスについてのクララとドクターの会話、そしてドクターに所持金がないことは、「地球最後の日」（2005年）での9代目ドクターとローズ・タイラーの同様の会話に対応している。

## 製作

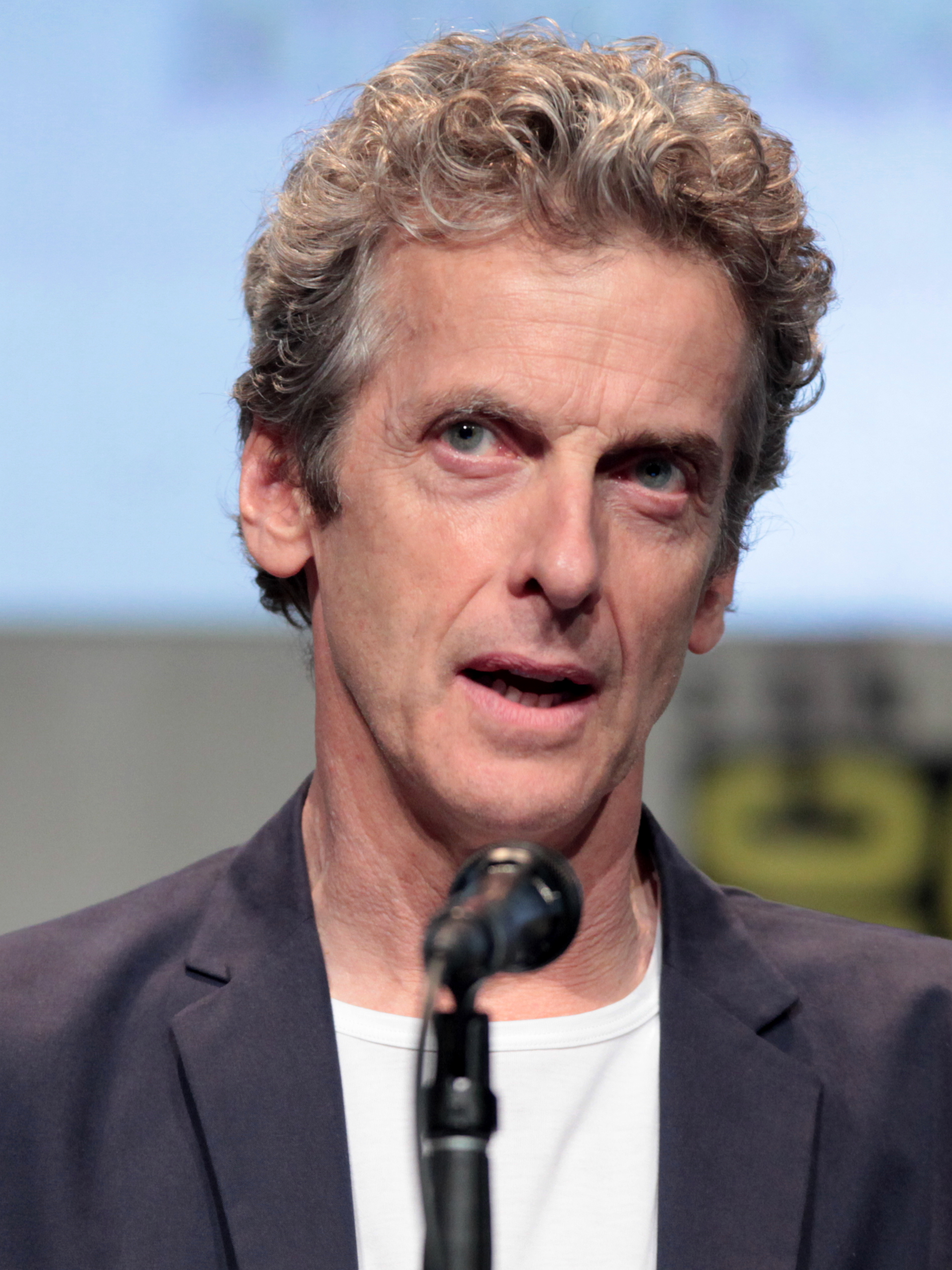
本作ではピーター・カパルディが12代目ドクター役で初めて全編を通して登場した。

### 撮影
モファットが最初に執筆した場面でもある、マット・スミスが11代目ドクターとして出演したシーンは、「ドクターの時」の撮影最後の日である2013年10月5日に撮影された。台本の読み合わせは2013年12月17日に行われたが、撮影が開始されたのは2014年1月7日のことであった。1月13日にはマウント・スチュアート・スクエアで、1月28日にはカーディフのクイーン・ストリートで撮影された。エンドクレジットには記載されていないが、ミッシーのシーンはレイチェル・タラレイが監督した。彼女は本作の監督であるウィートリーのアイディアを極力取り込もうとした。撮影は2014年2月18日に完了した。

### 広告
スティーヴン・モファットは、本作が12代目ドクター役のピーター・カパルディの大いなる導入になると述べ、『ドクター・フー』史上最もアクションとジョークと危険が多く詰まっているだろうともコメントした。
2014年8月11日に30秒の予告編がTwitter上で公開された。

### 配役
バーニー役のブライアン・ミラーは、長期コンパニオンのサラ・ジェーン・スミス役を演じたエリザベス・スレイデンの寡夫である。彼は『ドクター・フー』クラシックシリーズのシーズン20の Snakedance に出演したほか、Resurrection of the Daleks や Remembrance of the Daleksでダーレクの声を担当した。スピンオフシリーズ The Sarah Jane Adventures では Harry Sowersby を演じた。

## 放送と反応

### 放送前の漏洩
2014年7月6日、「深呼吸」を含む第8シリーズの前半5話分の台本がBBCワールドワイドのラテンアメリカ本部から漏洩し、BBCワールドワイドは同5話分のストーリーラインを公開しないよう要請した。また、「深呼吸」は視覚効果のほとんどがない以外はほぼ完成しているモノクロのラフカットも漏洩した。BBCはファイルがマイアミの新本部の公開サーバーに保存されていたことが流出の原因だとした。スティーヴン・モファットはロンドンコミコンにて、漏洩に狼狽したという旨のコメントを発表した。

### テレビ
本作はイギリスと数多くの国々で2014年8月23日にサイマル放送され、その他の地域ではBBCアメリカなどで同日に遅れて放送された。2014年8月31日にはニュージーランドの Prime TV で放送された。
日本では2016年3月18日から第8シリーズの配信がHuluで開始された。後に2018年5月6日の午前2時35分から、日本テレビの『Hulu傑作シアター』枠で地上波で放送された。

### 映画館
本作は2014年8月7日に『ドクター・フー』第8シリーズのワールドツアーの一環としてカーディフで世界初公開され、他の開催地でも先行公開された。50周年記念エピソード「ドクターの日」と同様に「深呼吸」は2014年8月23日に世界各地の映画館でも公開された。アメリカ合衆国では8月23日に12都市で深夜上映され、8月25日には550館の映画館で大規模な上映が行われた。映画での上映の際には5分の前日譚も上映された。

### レーティング
イギリスでの午後7時50分からのサイマル放送で「深呼吸」の平均視聴者数は679万人、ピーク時には696万人に達し、番組視聴占拠率32.5%でその晩の番組では3番目に多くの視聴者を獲得した。その週の最終合計では視聴者数917万人、番組視聴占拠率37.9%に達し、その週のイギリスのテレビ番組では2番目に高い記録を残した。この最終視聴者数の記録は、各クリスマススペシャルや50周年記念スペシャル「ドクターの日」には届かなかったものの、レギュラー放送ではマット・スミスが11代目ドクター役で初めて全編を通して出演した「11番目の時間」（2010年）以来の最高記録であった。L+7のレーティングでは「深呼吸」は1076万人の視聴者を獲得した。BBC iPlayer では8月のトップになり、8日間で206万回のリクエストがあった。
アメリカ合衆国ではBBCアメリカでの放送を219万人が視聴した。これは合計260万人を記録した「ドクターの日」に次ぐ高記録であり、2012年に放送された第7シリーズの平均視聴者数150万人を大きく上回った。オーストラリアのABCでの合計視聴者数は119万人、カナダのSpaceでは140万人であり、後者はSpaceでの放送で史上2番目にに高い記録となった。

### 批評家の反応
| 専門評論家によるレビュー | 専門評論家によるレビュー |
| レビュー・スコア         | レビュー・スコア         |
| 出典                     | 評価                     |
| ------------------------ | ------------------------ |
| The A.V. Club            | B+                       |
| ペースト                 | 7.8                      |
| SFX                      | [ 44 ]                   |
| TV Fanatic               | [ 45 ]                   |
| CultBox                  | [ 46 ]                   |
| IGN                      | 8.2                      |
| ニューヨーク・マガジン   | [ 48 ]                   |
| ラジオ・タイムズ         | [ 49 ]                   |
| デイリー・テレグラフ     | [ 50 ]                   |

本作は肯定的なレビューを受け、数多くの批評家がカパルディとコールマンの演技、モファットの脚本、新ドクターの様式化を称賛した。しかし、マット・スミスのカメオ出演は賛否両論であった。本作はGLAADメディア賞最優秀テレビエピソード部門にノミネートされた。
ガーディアン紙は本作に良い反応を示し、カパルディの演技が「威圧的で大胆そして落ち着かないものであった」と評価し、緊迫した場面におけるベン・ウィートリーの演出について「真の怖ろしさと驚きがある」と称賛した。デイリー・ミラー紙はマット・スミスの11代目ドクターとしてのカメオ出演を批判したが、最終的に本作を申し分のないものであると評価し、カパルディについて「素晴らしいドクターの特徴を全て兼ね備えている」と主張した。デイリー・テレグラフ紙のマイケル・ホーガンはモファットの脚本について、新ドクターの顔に対する視聴者の反応を予測し、これまで描かれたドクターとコンパニオンの恋愛を描かないと明言したことを称賛した。ホーガンは、本作がドクターとクララが手を繋いで廊下を駆け下りるだけの作品ではなく、贖罪と自己発見をテーマとした静かで思慮深い作品になっていると指摘した。また、ホーガンは本作の脚本が同じくモファットが製作しているドラマ『SHERLOCK』に似ていると主張し、ところどころテンポが遅いとも述べたが、ITVについてのユーモラスなコメントやスコットランドネタがソファの後ろに隠れるようなアクションに結び付いていると評価した。
バラエティ誌のブライン・ロウリーはモファットの脚本を称賛し、物語の連続性を強調していること、熱心な視聴者にドクターの再生を受け入れやすくさせていること指摘した。彼は本作が『ドクター・フー』の最高傑作を定義する巧妙なトーンバランスがあると絶賛し、シリーズが成功している理由を体現していると評価してレビューを締め括った。サンフランシスコ・クロニクルのデイヴィッド・ウィーガンドは本作を絶賛し、特にモファットの脚本について「優れた技量で視聴者の期待を操作している」と評価した。 彼は本作に満点の評価を付けた。
しかし、全ての批評家が肯定的であったわけではない。フォーブス誌は物語が「変に劣っており、非英雄的で、どんよりとしていた」と酷評し、カパルディとコールマンのキャラクターが両方とも面白くないと批判した。
マダム・ヴァストラとジェニー・フリントのキスシーンはOfcom宛に6件の苦情が届き、「わざとらしい同性愛の課題を促進している」と批判した視聴者もいた。Ofcomは苦情で取り上げられた問題が調査に値しないと判断・決定した。当該シーンはシンガポールの放送コード規約に従い、アジアでの放送からは除去された。

## ホームメディア
イギリスでは「深呼吸」は単体でDVDおよびブルーレイディスクとして2014年9月8日に発売され、アメリカ合衆国では9月9日に、オーストラリアでは9月10日に発売された。その後、第8シリーズの完全版DVDおよびブルーレイボックスセットがイギリスでは2014年11月17日に、オーストラリアでは11月19日に、アメリカ合衆国では12月9日に発売された。
日本では第5シリーズから第7シリーズの『ドクター・フー ニュー・ジェネレーション』という邦題に対応する形で第8シリーズから第9シリーズが『ドクター・フー ネクスト・ジェネレーション』という邦題がKADOKAWAにより適用されている。「深呼吸」は2018年6月8日に『ドクター・フー ネクスト・ジェネレーション DVD-BOX1』に同梱されて発売された。